# Barnyard (tekenfilmserie)
Barnyard (in Amerika: Back at the Barnyard) is een 3D-animatie van Nickelodeon die een spin-off is van de in 2006 verschenen film Barnyard. De première van het programma was op 29 september 2007 op de Amerikaanse Nickelodeon, in Nederland debuteerde de serie op 24 augustus 2008.

## Inhoud
Barnyard speelt zich af op een boerderij. Otis speelt de hoofdrol, Pip is zijn beste vriend. Verder zijn zijn vrienden: Abby, Freddy, Peck, Big, Bessy en Duke.

## Nederlandse stemmen
- Otis - Paul Disbergen
- Abby - Donna Vrijhof
- Pip - Reinder van der Naalt
- Peck - Pepijn Gunneweg
- Freddy - Johnny Kraaijkamp jr.
- Big - Nico van der Knaap
- Duke - Robin Rienstra
- Bessy - ?
- Nora Beady - Lucie de Lange
- Nathan Beady - Jan Nonhof
- Eugene (Snotneus) - Ajolt Elsakkers
- De Boer - Leo Richardson

## Afleveringen
De meeste afleveringen zijn parodieën op andere films, series enz., zoals aldaar vermeld.

### Shorts
Nadat de film was verschenen, maakte Nickelodeon bekend dat er een spin-off zou komen. Voor de spin-off waren vier shorts te zien:
1. I'm a Loopy Nut Job
2. Cow in the Road
3. Sloshy Sloshy
4. Pig in a Bottle